# Dares philippinensis
Dares philippinensis är en insektsart som beskrevs av Phil Bragg 1998. Dares philippinensis ingår i släktet Dares och familjen Heteropterygidae. Inga underarter finns listade i Catalogue of Life.